# 天主教留尼旺的聖但尼教區
天主教留尼旺的聖但尼教區（拉丁語：Dioecesis S. Dionysii Reunionis）是羅馬天主教會在非洲法屬留尼旺島、直屬教廷的一個教區。
教區範圍包括留尼旺全境，教座位於首都聖但尼。2010年有教友644,000人（佔轄區人口79.9%），127名司鐸、七十一個堂區。現任教區主教為吉爾伯·奧布利。
1712年設印度洋群島監牧區，1818年易名波旁監牧區。1850年9月27日升為聖但尼教區。